# Cantó de Montreuil-1
El cantó de Montreuil-1 és un cantó francès del departament del Sena Saint-Denis, dividit entre el districte de Bobigny i el districte de Le Raincy. Creat amb la reorganització cantonal del 2015.

## Municipis
- Montreuil (en part)
- Rosny-sous-Bois